# Нода, Кого
Кого Нода (яп. 野田 高梧 Нода Ко:го, род. 19 ноября 1883, Хакодате, Япония — 23 сентября 1968, Тино, префектура Нагано, Япония) — японский киносценарист и кинопродюсер, наиболее известен многолетним сотрудничеством с режиссёром Ясудзиро Одзу. Автор сценария фильма «Токийская повесть», который по результатам опроса кинокритиков, проведённого британским изданием Sight & Sound в 1992 году, вошёл в тройку величайших фильмов в истории кинематографа.

## Биография
Кого Нода родился в Хакодате в 1883 году в семье налогового чиновника. Переехал в Нагою после окончания начальной школы, а позже поступил в Университет Васэда. После окончания учёбы он работал в Токио репортёром в «Кацудо курабу» — одном из крупнейших киножурналов. Сразу после Великого землетрясения Канто в 1923 году по рекомендации школьного друга, сценариста Такаси Оды, он устроился на работу в сценарный отдел компании Shochiku. Вскоре он стал одним из главных сценаристов студии.
Его многолетнее сотрудничество с Ясудзиро Одзу началось со сценария для первого полнометражного фильма режиссёра «Меч покаяния» (1927), и привело к таким послевоенным работам, как «Токийская повесть» (1953), «Цветы праздника Хиган» (1958), «Осень в семье Кохаягава» (1961). Он был соавтором тринадцати из пятнадцати послевоенных фильмов Одзу.
Когда в 1950 году была создана Ассоциация писателей Японии, Нода стал её первым председателем.

## Избранная фильмография
- 1927 Меч покаяния / Sword of Penitence / 懺悔の刃
- 1929 Жизнь чиновника / The Life of an Office Worker / 会社員生活
- 1930 Этой ночи жена / That Night’s Wife / その夜の妻
- 1931 Токийский хор / Tokyo Chorus / 東京の合唱
- 1933 Женщина из Токио / Woman of Tokyo / 東京の女
- 1949 Поздняя весна / Late Spring / 晩春
- 1950 Сёстры Мунэката / The Munekata Sisters / 宗方姉妹
- 1951 Раннее лето / Early Summer / 麦秋
- 1952 Вкус риса с зелёным чаем / The Flavor of Green Tea over Rice / お茶漬けの味
- 1953 Токийская повесть / Tokyo Story / 東京物語
- 1956 Ранняя весна / Early Spring / 早春
- 1957 Токийские сумерки / Tokyo Twilight / 東京暮色
- 1958 Цветы праздника Хиган / Equinox Flower / 彼岸花
- 1959 Доброе утро / Good Morning / お早よう
- 1959 Плывущие водоросли / Floating Weeds / 浮草
- 1960 Поздняя осень / Late Autumn / 秋日和
- 1961 Осень в семье Кохаягава / The End of Summer / 小早川家の秋
- 1962 Вкус сайры / An Autumn Afternoon / 秋刀魚の味